# Ír sztepp

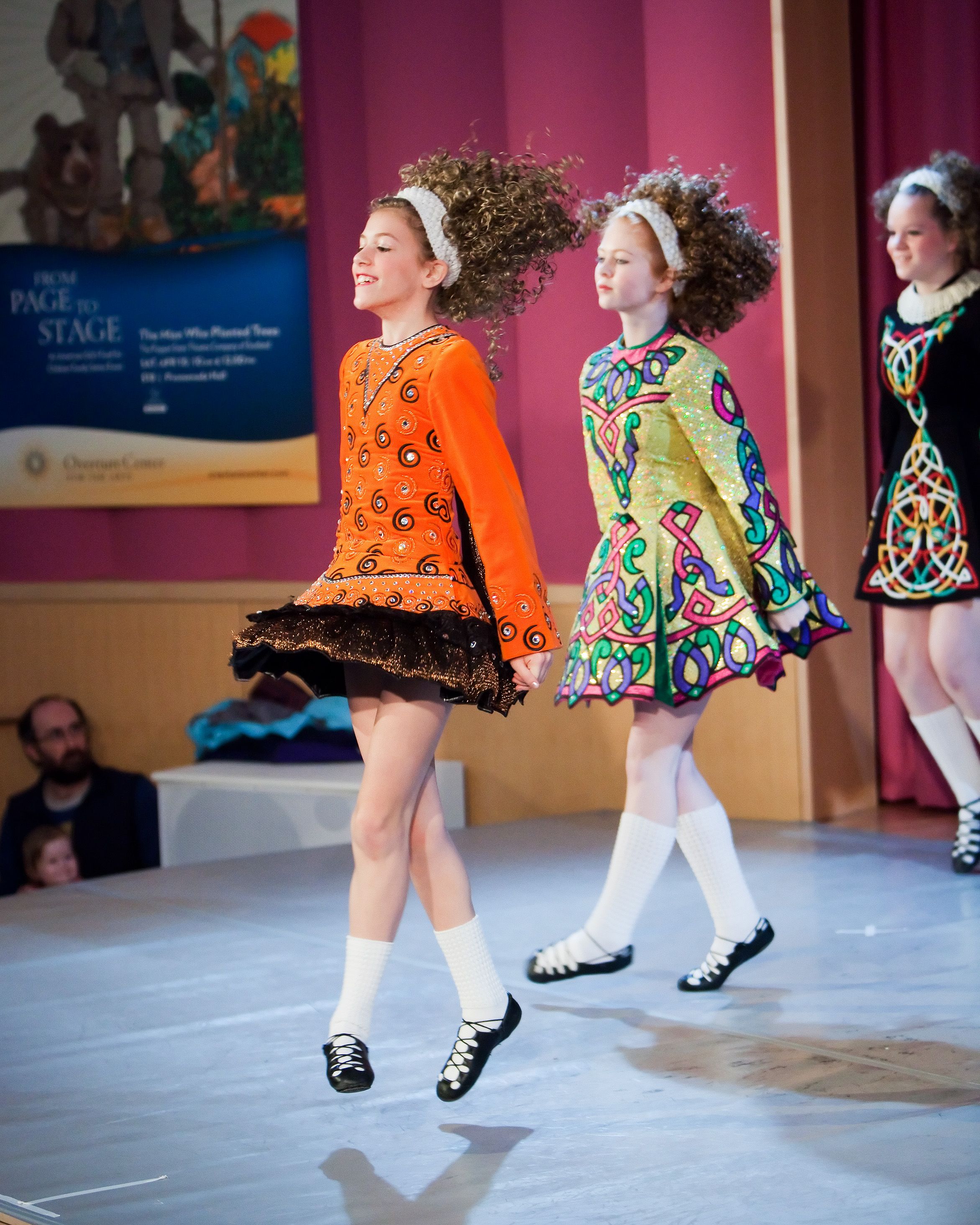
Táncosok

Az ír sztepptánc egy táncfajta, amely a tradicionális ír táncokban gyökerezik. A legfőbb ismertetőjegyei a mereven tartott felsőtest és a gyors, precíz lábmozdulatok. Az ír szteppnek van egyedül előadott, valamint csoportos változata is. Az ír sztepptánc népszerű jelentős ír lakossággal rendelkező területeken, ám napjainkban rengeteg táncos már nem rendelkezik ír felmenőkkel. A táncbemutatókon kívül világszerte rendeznek ír sztepptánc versenyeket. A versenyek jellegzetessége a díszes kosztüm, amely az előadás elengedhetetlen része. Az ír sztepptáncot a Riverdance nevű, az 1994-es Eurovízión bemutatott, Michael Flatley rendezte produkció tette igazán híressé.
Kétféle cipőt használnak a táncosok: a kemény cipőt (hard shoe), amely a sima szteppcipőhöz hasonló hangzást ad, és a puha cipőt (soft shoe), amely pedig a balettpapucshoz hasonlít. A két cipőfajtát különböző, ám alapjában véve azonos ritmusú és mozdulatsorokat felvonultató táncokhoz használják. A versenykategóriájú táncok jelentős része egyéniben zajlik, de a táncosok nagy része tradicionális szetteket (set dance) is ad elő. Gyakori ezen kívül a csoportos tánckategória, a céilí. Versenyeket világszerte sok szervezet rendez regionális szinten, a legrangosabb megmérettetés pedig a világkupa.

## A táncok
Az ír sztepptáncokat alapvetően két kategóriába lehet sorolni. Vannak az egyéni táncok, valamint a csoportos táncok, amelyeket két vagy több táncosra terveztek.

### Egyéni táncok
A reel, a slip jig, a hornpipe és a jig elnevezésű ír sztepptánc típusokat tradicionális ír zenefajták alapján keresztelték el. Ezek a táncfajták két nagy kategóriába sorolhatók be a hozzájuk hordott cipők szerint: kemény cipős (hard shoe) és puha cipős (soft shoe) táncok. A reel 2/4-es vagy 4/4-es ütemű, a slip jig 9/8-os: ezeket tartják a legelegánsabbnak, és általában puha cipőben táncolják őket. A hornpipe 2/4-es vagy 4/4-es ütemű, és kizárólag kemény cipőben táncolják. Három fajta jig versenytánc van: a light jig, a single jig és a treble jig. A light és single jigek 6/8-os üteműek, és puha cipős táncoknak számítanak, míg a treble jiget kemény cipőben táncolják. Az utolsó fajta jig a slip jig, amely 9/8-os ütemű. A táncok sokféleségéből következően a tánclépések iskolánként változhatnak. Kízárólag a tradicionális set táncoknál van megszabva a lépéssorozat, mint például a St. Patrick's Day vagy a Blackbird. Ezeket a kemény cipős set táncokat a világon mindenhol ugyanúgy adják elő.

### Csoportos táncok
A csoportban előadott táncokat más néven céilí-nek hívják. Ezek a táncok a tökéletesített, precíz változatai az tradicionális ünnepi ír táncoknak, amelyekkel közösségi összejöveteleken lehet találkozni.
30 elismert céilí tánc létezik, amelyeknek listáját az An Coimisiun Ár Rinncidhe Foirne-ben közölték le, és ezek számítanak tradicionális ír néptáncnak. Az ír sztepptánc versenyeken egységesített 4, 6 vagy 8 fős táncokat is adnak elő. A legtöbb eredeti céilí táncot lerövidítik ezekre az alkalmakra. Emiatt sok táncos sosem tanulja meg a teljes táncot, hanem csak a rövidebb fajtával találkozik.
Más céilí táncokat azonban nem egységesítenek. Helyi versenyeken akár két- vagy háromfős táncokkal is el lehet indulni. Ezek nem számítanak tradicionálisnak, hanem különböző elemekből lettek koreografálva.

## Fordítás
Ez a szócikk részben vagy egészben  az   Irish stepdance című angol Wikipédia-szócikk ezen változatának fordításán alapul.  Az eredeti cikk szerkesztőit annak laptörténete sorolja fel. Ez a jelzés csupán a megfogalmazás eredetét és a szerzői jogokat jelzi, nem szolgál a cikkben szereplő információk forrásmegjelöléseként.